# غليندا كوسلويسكي
غليندا كوسلويسكي (بالبرتغالية: Glenda Kozlowski‏) هي صحفية برازيلية، ولدت في 9 يوليو 1974 في ريو دي جانيرو في البرازيل.